# Цмыг, Никита Дмитриевич
Ники́та Дми́триевич Цмыг (бел. Мікі́та Дзмі́трыевіч Цмыг; род. 15 апреля 1997, Могилёв) — белорусский пловец, участник Олимпийских игр (2016, 2020).